# Cleruchus pluteus
Cleruchus pluteus är en stekelart som beskrevs av Enock 1909. Cleruchus pluteus ingår i släktet Cleruchus och familjen dvärgsteklar.
Artens utbredningsområde är:
- Belgien.
- Danmark.
- Tyskland.
- Polen.
- Rumänien.

Inga underarter finns listade i Catalogue of Life.